# Charles Rudd
Charles Dunnell Rudd (Hanworth Hall, Norfolk, 22 oktober 1844 - Londen, 15 november 1916) was een Brits ondernemer in Zuid-Afrika en de vaste compagnon van Cecil Rhodes.

## Biografie
Rudd werd geboren in Norfolk en studeerde aan de Universiteit van Cambridge, waar hij uitblonk in sport. In 1866 emigreerde hij naar de Britse Kaapkolonie waar hij voor enkele jaren op jacht ging met John Robert Dunn. Hij was er als een van de eersten bij toen er diamanten werden gevonden bij Kimberley te West-Griekwaland, waar hij Cecil Rhodes ontmoette. Samen richtten zij hier het diamantbedrijf De Beers op. In 1883 werd hij verkozen als vertegenwoordiger voor Kimberley in het Kaapse parlement. Tijdens de goudkoorts bij Witwatersrand van 1886 was hij een belangrijke figuur in de stichting van het goudbedrijf Gold Fields of South Africa.
In oktober 1888 sloot Rudd namens Rhodes de zogenaamde Rudd-concessie af met de Matabelekoning Lobengula, die daarmee toestond om de British South Africa Company naar mineralen te laten graven in het Koninkrijk Mthwakazi. In werkelijkheid betekende dit het begin van de kolonisatie van Rhodesië. Enkele jaren later ging Rudd met pensioen en keerde hij terug naar Engeland, waar hij in 1916 overleed.